# Luis do Amaral Mousinho
Luis do Amaral Mousinho (* 18. November 1912 in Timbaúba, Pernambuco, Brasilien; † 24. April 1962) war ein brasilianischer Geistlicher und römisch-katholischer Erzbischof von Ribeirão Preto.

## Leben
Luis do Amaral Mousinho empfing am 27. März 1937 das Sakrament der Priesterweihe.
Am 30. August 1948 ernannte ihn Papst Pius XII. zum Bischof von Cajazeiras. Der Erzbischof von São Sebastião do Rio de Janeiro, Jaime Kardinal de Barros Câmara, spendete ihm am 28. November desselben Jahres die Bischofsweihe. Mitkonsekratoren waren der Bischof von Penedo, Fernando Gomes dos Santos, und der Bischof von Pesqueira, Adelmo Cavalcante Machado.
Pius XII. ernannte ihn am 18. März 1952 zum Bischof von Ribeirão Preto. Die Amtseinführung fand am 10. Juni desselben Jahres statt. Mit der Erhebung des Bistums zum Erzbistum Ribeirão Preto am 19. April 1958 ernannte ihn Papst Pius XII. zu dessen erstem Erzbischof.
Er förderte während seiner Amtszeit die Katholische Aktion und die Errichtung des neuen Diözesanseminars Maria Imaculada in Brodowski, das er 1961 einweihte. Im folgenden Jahr starb er mit nur 49 Jahren.